# Sven Relander

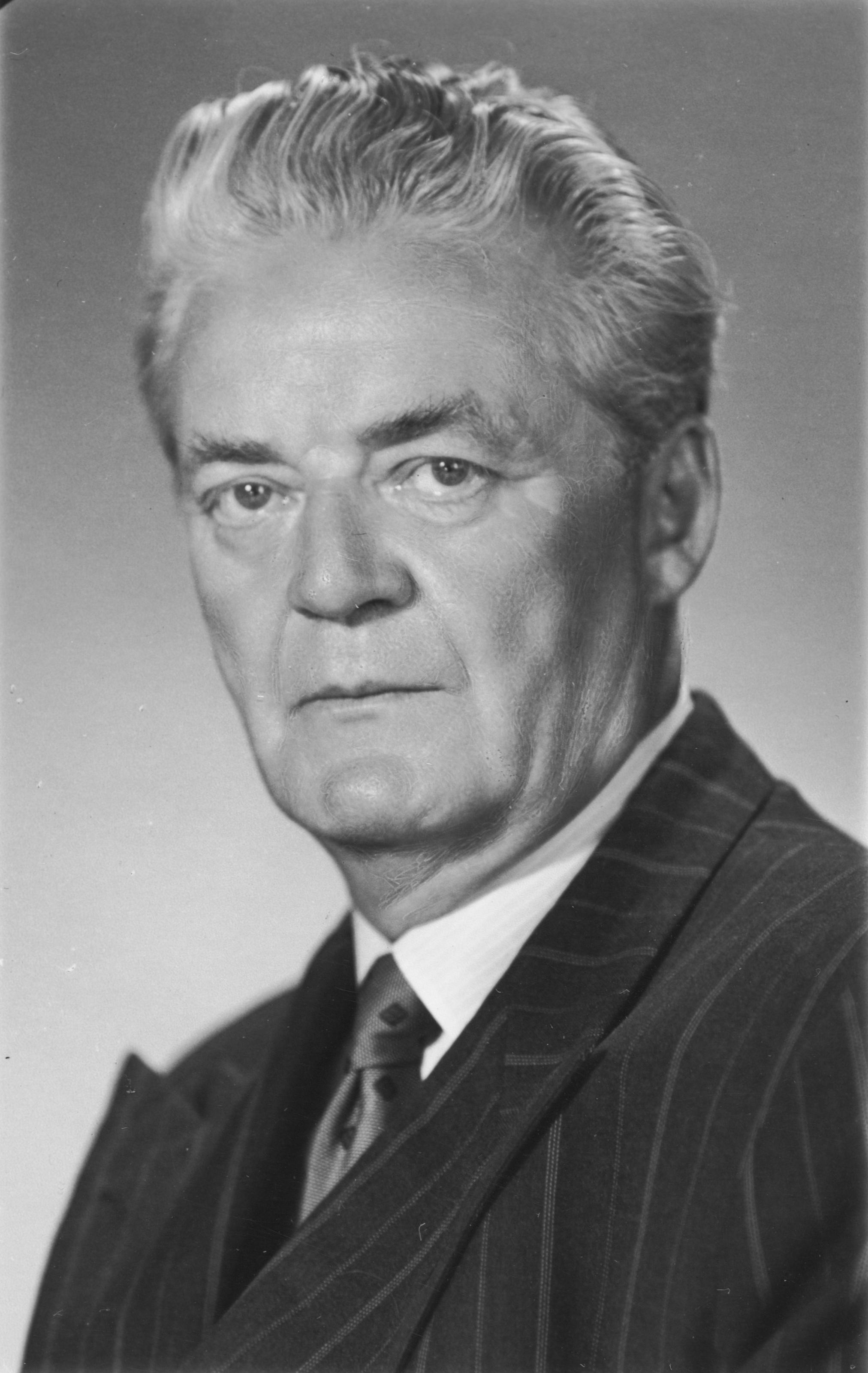
Sven Relander år 1954.

Sven Runar Alarik Relander, född 24 maj 1897 i Helsingfors, död 13 augusti 1956 på samma ort, var en finländsk skådespelare. Han uppträdde bl.a. i Svenska Teatern 1922–1933 och 1936–1956.

## Filmografi (urval)
- 1934 – Falska Greta
- 1945 – Biljett till äventyret
- 1947 – Tåg norrut

## Teater

### Roller
| År   | Roll                                          | Produktion                                                                       | Regi               | Teater                       |
| ---- | --------------------------------------------- | -------------------------------------------------------------------------------- | ------------------ | ---------------------------- |
| 1926 | Bigonin                                       | De nya herrarna (Les Nouveaux Messieurs) Robert de Flers och Francis de Croisset | Harry Roeck-Hansen | Svenska Teatern, Helsingfors |
| 1927 | Hubert, betjänt hos greve de Vrisac           | Markisinnan (The Marquise) Noël Coward                                           | Gustaf Nessler     | Svenska Teatern, Helsingfors |
| 1929 | Bäraren                                       | Patrasket Hjalmar Bergman                                                        | Tollie Zellman     | Svenska Teatern, Helsingfors |
| 1929 | Jimmy                                         | Tiggaroperan (Die Dreigroschenoper) Bertolt Brecht och Kurt Weill                | Nicken Rönngren    | Svenska Teatern, Helsingfors |
| 1938 | Anne Jean Marie René Savary, hertig av Rovigo | Madame Sans-Gêne Victorien Sardou och Émile Moreau                               | Mia Backman        | Svenska Teatern, Helsingfors |